# Vladímir Kim
Vladímir Serguéievitx Kim (en rus: Владимир Сергеевич Ким; Mirzakent, RSS del Kazakhstan, Unió Soviètica, 29 d'octubre de 1960) és un oligarca i multimilionari kazakh. És la persona més rica del Kazakhstan amb una fortuna de 5.000 milions de dòlars. Va fer la seva fortuna en el notòriament corrupte sector dels recursos naturals del Kazakhstan. És propietari d'una xarxa d'empreses offshore del sector de la mineria.

## Primers anys
Vladimir Kim va néixer en 1960. És d'ètnia coreana. En 1982 es va llicenciar en enginyeria civil en l'Acadèmia d'Arquitectura i Enginyeria Civil del Kazakhstan (llavors coneguda com a Institut d'Arquitectura d'Alma-Ata). Té un MBA i es va doctorar en gestió empresarial i administrativa en la Universitat John F. Kennedy de Califòrnia en 1998.

## Carrera professional
En 1995, Kim va ser nomenat director general i conseller delegat de Zhezkazgantsvetmet JSC, la principal filial del Kazakhmys en aquell moment; va ser elegit president del consell d'administració de Zhezkazgantsvetmet en 2000, i president de Kazakhmys quan aquesta va començar a cotitzar en la Borsa de Londres l'octubre de 2005. Kim va deixar de ser president de Kazakhmys el maig de 2013 per a convertir-se en director no executiu. Després de la finalització de la reestructuració de l'empresa en 2014, Kim va continuar sent director no executiu i accionista principal de KAZ Minerals PLC.
KAZ Minerals PLC és una empresa minera que cotitza en la Borsa de Londres, la Borsa de Hong Kong i la Borsa del Kazakhstan.
Posseeix aproximadament el 33% de KAZ Minerals.

## Riquesa i posició en el rànquing de Forbes
El magnat miner Vladimir Kim ocupa per cinquè any consecutiu el lloc número u de Forbes, amb una fortuna de 5.000 milions de dòlars al Kazakhstan, i 584 en la classificació mundial.

## Vida personal
Està casat i té tres fills. Resideix a Almati, al ciutat més gran del Kazakhstan. Va rebre quatre distincions, de les quals tres kazakhs i una russa.